# Soft Cell/Diskografie
Diese Diskografie ist eine Übersicht über die musikalischen Werke des britischen Synthiepop-Duos Soft Cell. Den Schallplattenauszeichnungen zufolge hat es bisher mehr als 4,2 Millionen Tonträger verkauft. Seine erfolgreichste Veröffentlichung ist die Single Tainted Love mit über 2,6 Millionen verkauften Einheiten.

## Alben

### Studioalben
| Jahr | Titel Musiklabel                                     | Höchstplatzierung, Gesamtwochen, AuszeichnungChartplatzierungen (Jahr, Titel, Musiklabel, Platzierungen, Wochen, Auszeichnungen, Anmerkungen) | Höchstplatzierung, Gesamtwochen, AuszeichnungChartplatzierungen (Jahr, Titel, Musiklabel, Platzierungen, Wochen, Auszeichnungen, Anmerkungen) | Höchstplatzierung, Gesamtwochen, AuszeichnungChartplatzierungen (Jahr, Titel, Musiklabel, Platzierungen, Wochen, Auszeichnungen, Anmerkungen) | Höchstplatzierung, Gesamtwochen, AuszeichnungChartplatzierungen (Jahr, Titel, Musiklabel, Platzierungen, Wochen, Auszeichnungen, Anmerkungen) | Höchstplatzierung, Gesamtwochen, AuszeichnungChartplatzierungen (Jahr, Titel, Musiklabel, Platzierungen, Wochen, Auszeichnungen, Anmerkungen) | Anmerkungen                             |
| Jahr | Titel Musiklabel                                     | DE | AT | CH | UK | US | Anmerkungen                             |
| ---- | ---------------------------------------------------- | --- | --- | --- | --- | --- | --------------------------------------- |
| 1981 | Non-Stop Erotic Cabaret Some Bizzare (Phonogram)     | DE23 (18 Wo.)DE | — | — | UK5 Platin · (47 Wo.)UK | US22 (41 Wo.)US | Erstveröffentlichung: 23. November 1981 |
| 1982 | Non Stop Ecstatic Dancing Some Bizzare (Phonogram)   | — | — | — | UK6 Gold · (18 Wo.)UK | US57 (14 Wo.)US | Erstveröffentlichung: 21. Juni 1982     |
| 1983 | The Art of Falling Apart Some Bizzare (Phonogram)    | — | — | — | UK5 Gold · (11 Wo.)UK | US84 (8 Wo.)US | Erstveröffentlichung: 15. Januar 1983   |
| 1984 | This Last Night in Sodom Some Bizzare (Phonogram)    | — | — | — | UK12 (5 Wo.)UK | — | Erstveröffentlichung: 24. März 1984     |
| 2002 | Cruelty Without Beauty Cooking Vinyl (Cooking Vinyl) | — | — | — | — | — | Erstveröffentlichung: 8. Oktober 2002   |
| 2022 | Happiness Not Included BMG Rights Management (BMG)   | DE12 (1 Wo.)DE | AT51 (1 Wo.)AT | CH86 (1 Wo.)CH | UK7 (1 Wo.)UK | — | Erstveröffentlichung: 6. Mai 2022       |

grau schraffiert: keine Chartdaten aus diesem Jahr verfügbar

### Livealben
| Jahr | Titel Musiklabel                                                                   | Höchstplatzierung, Gesamtwochen, AuszeichnungChartplatzierungen (Jahr, Titel, Musiklabel, Platzierungen, Wochen, Auszeichnungen, Anmerkungen) | Höchstplatzierung, Gesamtwochen, AuszeichnungChartplatzierungen (Jahr, Titel, Musiklabel, Platzierungen, Wochen, Auszeichnungen, Anmerkungen) | Höchstplatzierung, Gesamtwochen, AuszeichnungChartplatzierungen (Jahr, Titel, Musiklabel, Platzierungen, Wochen, Auszeichnungen, Anmerkungen) | Höchstplatzierung, Gesamtwochen, AuszeichnungChartplatzierungen (Jahr, Titel, Musiklabel, Platzierungen, Wochen, Auszeichnungen, Anmerkungen) | Höchstplatzierung, Gesamtwochen, AuszeichnungChartplatzierungen (Jahr, Titel, Musiklabel, Platzierungen, Wochen, Auszeichnungen, Anmerkungen) | Anmerkungen                         |
| Jahr | Titel Musiklabel                                                                   | DE | AT | CH | UK | US | Anmerkungen                         |
| ---- | ---------------------------------------------------------------------------------- | --- | --- | --- | --- | --- | ----------------------------------- |
| 2003 | Live auch bekannt als: Say Hello, Wave Goodbye: Live Cooking Vinyl (Cooking Vinyl) | — | — | — | — | — | Erstveröffentlichung: 2003          |
| 2003 | Soft Cell at the BBC Strange Fruit (Pinnacle)                                      | — | — | — | — | — | Erstveröffentlichung: 2003          |
| 2019 | Say Hello, Wave Goodbye – 2018 Live Here Now                                       | — | — | — | UK95 (1 Wo.)UK | — | Erstveröffentlichung: 22. Juli 2019 |

### Kompilationen
| Jahr | Titel Musiklabel                                                           | Höchstplatzierung, Gesamtwochen, AuszeichnungChartplatzierungen (Jahr, Titel, Musiklabel, Platzierungen, Wochen, Auszeichnungen, Anmerkungen) | Höchstplatzierung, Gesamtwochen, AuszeichnungChartplatzierungen (Jahr, Titel, Musiklabel, Platzierungen, Wochen, Auszeichnungen, Anmerkungen) | Höchstplatzierung, Gesamtwochen, AuszeichnungChartplatzierungen (Jahr, Titel, Musiklabel, Platzierungen, Wochen, Auszeichnungen, Anmerkungen) | Höchstplatzierung, Gesamtwochen, AuszeichnungChartplatzierungen (Jahr, Titel, Musiklabel, Platzierungen, Wochen, Auszeichnungen, Anmerkungen) | Höchstplatzierung, Gesamtwochen, AuszeichnungChartplatzierungen (Jahr, Titel, Musiklabel, Platzierungen, Wochen, Auszeichnungen, Anmerkungen) | Anmerkungen                                         |
| Jahr | Titel Musiklabel                                                           | DE | AT | CH | UK | US | Anmerkungen                                         |
| ---- | -------------------------------------------------------------------------- | --- | --- | --- | --- | --- | --------------------------------------------------- |
| 1986 | The Singles Some Bizzare (Phonogram)                                       | DE54 (2 Wo.)DE | — | — | UK58 (9 Wo.)UK | — | Erstveröffentlichung: 13. Dezember 1986             |
| 1991 | Memorabilia – The Singles Some Bizzare (Phonogram)                         | — | — | — | UK8 (13 Wo.)UK | — | Erstveröffentlichung: 20. Mai 1991 mit Marc Almond  |
| 1994 | Down in the Subway Spectrum Music (Entertainment Today)                    | — | — | — | — | — | Erstveröffentlichung: 1994                          |
| 1996 | Say Hello to Soft Cell Spectrum Music (Entertainment Today)                | — | — | — | — | — | Erstveröffentlichung: 1996                          |
| 2002 | The Very Best of Some Bizzare (UMG)                                        | — | — | — | UK37 Gold · (3 Wo.)UK | — | Erstveröffentlichung: 1. April 2002                 |
| 2005 | The Bedsit Tapes Some Bizzare (Plastic Head)                               | — | — | — | — | — | Erstveröffentlichung: 25. Juli 2005                 |
| 2006 | Demo Non Stop Some Bizzare (Plastic Head)                                  | — | — | — | — | — | Erstveröffentlichung: 2006                          |
| 2017 | Hits & Pieces: The Best of Marc Almond and Soft Cell Universal Music (UMG) | — | — | — | UK7 Silber · (5 Wo.)UK | — | Erstveröffentlichung: 10. März 2017 mit Marc Almond |
| 2018 | Keychains & Snowstorms – The Singles Universal Music (UMG)                 | — | — | — | UK34 (2 Wo.)UK | — | Erstveröffentlichung: 28. September 2018            |

### Remixalben
| Jahr | Titel Musiklabel                     | Anmerkungen                              |
| ---- | ------------------------------------ | ---------------------------------------- |
| 2008 | Heat: The Remixes Some Bizzare (UMG) | Erstveröffentlichung: 15. September 2008 |

### EPs
| Jahr | Titel Musiklabel                   | Anmerkungen                           |
| ---- | ---------------------------------- | ------------------------------------- |
| 1980 | Mutant Moments A Big Frock Rekord  | Erstveröffentlichung: 8. Oktober 1980 |
| 2018 | Club Mixes 2018 A Big Frock Rekord | Erstveröffentlichung: 5. Oktober 2018 |
| 2019 | Magick Mutants A Big Frock Rekord  | Erstveröffentlichung: 2. Mai 2019     |

## Singles
| Jahr | Titel Album                                                                       | Höchstplatzierung, Gesamtwochen/‑monate, AuszeichnungChartplatzierungen (Jahr, Titel, Album, Platzierungen, Wochen/Monate, Auszeichnungen, Anmerkungen) | Höchstplatzierung, Gesamtwochen/‑monate, AuszeichnungChartplatzierungen (Jahr, Titel, Album, Platzierungen, Wochen/Monate, Auszeichnungen, Anmerkungen) | Höchstplatzierung, Gesamtwochen/‑monate, AuszeichnungChartplatzierungen (Jahr, Titel, Album, Platzierungen, Wochen/Monate, Auszeichnungen, Anmerkungen) | Höchstplatzierung, Gesamtwochen/‑monate, AuszeichnungChartplatzierungen (Jahr, Titel, Album, Platzierungen, Wochen/Monate, Auszeichnungen, Anmerkungen) | Höchstplatzierung, Gesamtwochen/‑monate, AuszeichnungChartplatzierungen (Jahr, Titel, Album, Platzierungen, Wochen/Monate, Auszeichnungen, Anmerkungen) | Anmerkungen                                             |
| Jahr | Titel Album                                                                       | DE | AT | CH | UK | US | Anmerkungen                                             |
| ---- | --------------------------------------------------------------------------------- | --- | --- | --- | --- | --- | ------------------------------------------------------- |
| 1981 | Memorabilia Non-Stop Erotic Cabaret                                               | — | — | — | — | — | Erstveröffentlichung: 21. März 1981                     |
| 1981 | Tainted Love Non-Stop Erotic Cabaret                                              | DE1 Platin · (26 Wo.)DE | AT2 (3½ Mt.)AT | CH2 (9 Wo.)CH | UK1 ×3Dreifachplatin · (36 Wo.)UK | US8 (43 Wo.)US | Erstveröffentlichung: 7. Juli 1981 Verkäufe: 2.710.000  |
| 1981 | Bedsitter Non-Stop Erotic Cabaret                                                 | — | — | — | UK4 Silber · (12 Wo.)UK | — | Erstveröffentlichung: 29. Oktober 1981                  |
| 1982 | Say Hello, Wave Goodbye Non-Stop Erotic Cabaret                                   | DE29 (8 Wo.)DE | — | — | UK3 Silber · (9 Wo.)UK | — | Erstveröffentlichung: Januar 1982                       |
| 1982 | Torch –                                                                           | DE75 (1 Wo.)DE | — | — | UK2 Silber · (9 Wo.)UK | — | Erstveröffentlichung: 7. Mai 1982                       |
| 1982 | What! Non Stop Ecstatic Dancing                                                   | DE64 (1 Wo.)DE | — | — | UK3 Silber · (8 Wo.)UK | — | Erstveröffentlichung: Juli 1982                         |
| 1982 | Where the Heart Is The Art of Falling Apart                                       | — | — | — | UK21 (9 Wo.)UK | — | Erstveröffentlichung: 26. November 1982                 |
| 1982 | Loving You, Hating Me The Art of Falling Apart                                    | — | — | — | — | — | Erstveröffentlichung: 1982                              |
| 1983 | Numbers / Barriers The Art of Falling Apart                                       | — | — | — | UK25 (4 Wo.)UK | — | Erstveröffentlichung: 25. Februar 1983                  |
| 1983 | Soul Inside This Last Night in Sodom                                              | — | — | — | UK16 (5 Wo.)UK | — | Erstveröffentlichung: September 1983                    |
| 1984 | Down in the Subway This Last Night in Sodom                                       | — | — | — | UK24 (6 Wo.)UK | — | Erstveröffentlichung: 17. Februar 1984                  |
| 1991 | Say Hello Wave Goodbye ’91 Memorabilia – The Singles                              | — | — | — | UK38 (3 Wo.)UK | — | Erstveröffentlichung: März 1991                         |
| 1991 | Tainted Love ’91 Memorabilia – The Singles                                        | DE22 (12 Wo.)DE | — | CH22 (5 Wo.)CH | UK5 (8 Wo.)UK | — | Erstveröffentlichung: Mai 1991                          |
| 1999 | Tainted Love –                                                                    | — | — | — | — | — | Erstveröffentlichung: 26. Januar 1999 vs. Club 69       |
| 2002 | Monoculture / Dancing Alone Cruelty without Beauty                                | — | — | — | UK52 (2 Wo.)UK | — | Erstveröffentlichung: 16. September 2002                |
| 2003 | The Night / Perversity Cruelty without Beauty                                     | — | — | — | UK39 (2 Wo.)UK | — | Erstveröffentlichung: 27. Januar 2003                   |
| 2018 | Northern Lights / Guilty (Cos I Say You Are) Keychains & Snowstorms – The Singles | — | — | — | — | — | Erstveröffentlichung: 28. September 2018                |
| 2021 | Bruises on All My Illusions Happiness Not Included                                | — | — | — | — | — | Erstveröffentlichung: 17. Dezember 2021                 |
| 2022 | Happiness Not Included                                                            | — | — | — | — | — | Erstveröffentlichung: 11. Februar 2022                  |
| 2022 | Purple Zone Happiness Not Included                                                | — | — | — | — | — | Erstveröffentlichung: 22. März 2022 feat. Pet Shop Boys |
| 2023 | Light Sleepers Happiness Not Included                                             | — | — | — | — | — | Erstveröffentlichung: 22. April 2023                    |

## Videoalben
| Jahr | Titel                                  | Höchstplatzierung, Gesamtwochen, AuszeichnungChartplatzierungen (Jahr, Titel, Platzierungen, Wochen, Auszeichnungen, Anmerkungen) | Höchstplatzierung, Gesamtwochen, AuszeichnungChartplatzierungen (Jahr, Titel, Platzierungen, Wochen, Auszeichnungen, Anmerkungen) | Höchstplatzierung, Gesamtwochen, AuszeichnungChartplatzierungen (Jahr, Titel, Platzierungen, Wochen, Auszeichnungen, Anmerkungen) | Höchstplatzierung, Gesamtwochen, AuszeichnungChartplatzierungen (Jahr, Titel, Platzierungen, Wochen, Auszeichnungen, Anmerkungen) | Höchstplatzierung, Gesamtwochen, AuszeichnungChartplatzierungen (Jahr, Titel, Platzierungen, Wochen, Auszeichnungen, Anmerkungen) | Anmerkungen                            |
| Jahr | Titel                                  | DE | AT | CH | UK | US | Anmerkungen                            |
| ---- | -------------------------------------- | --- | --- | --- | --- | --- | -------------------------------------- |
| 1982 | Soft Cell’s Non-Stop Exotic Video Show | — | — | — | — | — | Erstveröffentlichung: 1982             |
| 1991 | Memorabilia – The Video Singles        | — | — | — | — | — | Erstveröffentlichung: 1991             |
| 2002 | Live in Milan                          | — | — | — | — | — | Erstveröffentlichung: 22. Oktober 2002 |
| 2019 | Say Hello, Wave Goodbye                | — | — | — | UK1 (2 Wo.)UK | — | Erstveröffentlichung: 26. Juli 2019    |

grau schraffiert: keine Chartdaten aus diesem Jahr verfügbar

## Boxsets
| Jahr | Titel                                        | Höchstplatzierung, Gesamtwochen, AuszeichnungChartplatzierungen (Jahr, Titel, Platzierungen, Wochen, Auszeichnungen, Anmerkungen) | Höchstplatzierung, Gesamtwochen, AuszeichnungChartplatzierungen (Jahr, Titel, Platzierungen, Wochen, Auszeichnungen, Anmerkungen) | Höchstplatzierung, Gesamtwochen, AuszeichnungChartplatzierungen (Jahr, Titel, Platzierungen, Wochen, Auszeichnungen, Anmerkungen) | Höchstplatzierung, Gesamtwochen, AuszeichnungChartplatzierungen (Jahr, Titel, Platzierungen, Wochen, Auszeichnungen, Anmerkungen) | Höchstplatzierung, Gesamtwochen, AuszeichnungChartplatzierungen (Jahr, Titel, Platzierungen, Wochen, Auszeichnungen, Anmerkungen) | Anmerkungen                             |
| Jahr | Titel                                        | DE | AT | CH | UK | US | Anmerkungen                             |
| ---- | -------------------------------------------- | --- | --- | --- | --- | --- | --------------------------------------- |
| 1982 | The Twelve Inch Singles                      | — | — | — | — | — | Erstveröffentlichung: 1982              |
| 1990 | 12" Mixes On CD                              | — | — | — | — | — | Erstveröffentlichung: 1990              |
| 2018 | Keychains & Snowstorms – The Soft Cell Story | DE80 (1 Wo.)DE | — | — | UK56 (1 Wo.)UK | — | Erstveröffentlichung: 7. September 2018 |

grau schraffiert: keine Chartdaten aus diesem Jahr verfügbar

## Promoveröffentlichungen
| Jahr | Titel Album                   | Anmerkungen                |
| ---- | ----------------------------- | -------------------------- |
| 1983 | Heat The Art of Falling Apart | Erstveröffentlichung: 1983 |

## Sonderveröffentlichungen

### EPs
| Jahr | Titel Musiklabel                      | Anmerkungen                                                       |
| ---- | ------------------------------------- | ----------------------------------------------------------------- |
| 2002 | Sampler Cooking Vinyl (Cooking Vinyl) | Erstveröffentlichung: 2002 Promo zum Album Cruelty without Beauty |

### Kompilationen
| Jahr | Titel Musiklabel                              | Anmerkungen                                                                                |
| ---- | --------------------------------------------- | ------------------------------------------------------------------------------------------ |
| 1998 | Master Series Mercury Records (Polygram)      | Erstveröffentlichung: 1998 Teil der Reihe Master Series                                    |
| 2006 | The Best of Soft Cell Universal Records (UMG) | Erstveröffentlichung: 2006 Teil der Reihe 20th Century Masters - The Millennium Collection |

## Statistik

### Chartauswertung
|                     | DE    | AT    | CH    | UK     | US    |
| ------------------- | ----- | ----- | ----- | ------ | ----- |
| Nummer-eins-Alben   | DE—DE | AT—AT | CH—CH | UK—UK  | US—US |
| Top-10-Alben        | DE—DE | AT—AT | CH—CH | UK6UK  | US—US |
| Alben in den Charts | DE4DE | AT1AT | CH1CH | UK12UK | US3US |

|                       | DE    | AT    | CH    | UK     | US    |
| --------------------- | ----- | ----- | ----- | ------ | ----- |
| Nummer-eins-Singles   | DE1DE | AT—AT | CH—CH | UK1UK  | US—US |
| Top-10-Singles        | DE1DE | AT—AT | CH1CH | UK6UK  | US1US |
| Singles in den Charts | DE5DE | AT1AT | CH2CH | UK13UK | US1US |

|                          | DE    | AT    | CH    | UK    | US    |
| ------------------------ | ----- | ----- | ----- | ----- | ----- |
| Nummer-eins-Videoalben   | DE—DE | AT—AT | CH—CH | UK1UK | US—US |
| Top-10-Videoalben        | DE—DE | AT—AT | CH—CH | UK1UK | US—US |
| Videoalben in den Charts | DE—DE | AT—AT | CH—CH | UK1UK | US—US |

### Auszeichnungen für Musikverkäufe
| Goldene Schallplatte - Neuseeland - 2024: für das Album Non-Stop Erotic Cabaret Platin-Schallplatte - Dänemark - 2024: für die Single Tainted Love - Italien - 2024: für die Single Tainted Love - Spanien - 2024: für die Single Tainted Love | 3× Platin-Schallplatte - Neuseeland - 2025: für die Single Tainted Love |

Anmerkung: Auszeichnungen in Ländern aus den Charttabellen bzw. Chartboxen sind in ebendiesen zu finden.
| Land/RegionAuszeichnungen für Musikverkäufe (Land/Region, Auszeichnungen, Verkäufe, Quellen) | Silber     | Gold     | Platin       | Verkäufe  | Quellen              |
| -------------------------------------------------------------------------------------------- | ---------- | -------- | ------------ | --------- | -------------------- |
| Dänemark (IFPI)                                                                              | —          | —        | Platin1      | 90.000    | ifpi.dk              |
| Deutschland (BVMI)                                                                           | —          | —        | Platin1      | 600.000   | musikindustrie.de    |
| Italien (FIMI)                                                                               | —          | —        | Platin1      | 100.000   | fimi.it              |
| Neuseeland (RMNZ)                                                                            | —          | Gold1    | 3× Platin3   | 97.500    | radioscope.co.nz NZ2 |
| Spanien (Promusicae)                                                                         | —          | —        | Platin1      | 60.000    | elportaldemusica.es  |
| Vereinigtes Königreich (BPI)                                                                 | 5× Silber5 | 3× Gold3 | 4× Platin4   | 3.260.000 | bpi.co.uk            |
| Insgesamt                                                                                    | 5× Silber5 | 4× Gold4 | 11× Platin11 |           |                      |